# Темнобокие узкороты
Темнобокие узкороты (Hamptophryne) — небольшой род лягушек семейства Узкороты. Включает 2 вида, обитающих в Южной Америке.

## Классификация
На ноябрь 2018 года в род включают 2 вида:
- Hamptophryne alios (Wild, 1995)
- Hamptophryne boliviana (Parker, 1927) — Темнобокий узкорот